# Carmichaelia prona
Carmichaelia prona är en ärtväxtart som beskrevs av Thomas Kirk. Carmichaelia prona ingår i släktet Carmichaelia och familjen ärtväxter. Inga underarter finns listade i Catalogue of Life.